# Adlai Ewing Stevenson
Adlai Ewing Stevenson I (ur. 23 października 1835, zm. 14 czerwca 1914) – amerykański polityk.
Działacz Partii Demokratycznej. Urodzony w Kentucky. W latach 1875–1877 i 1879–1881 piastował mandat kongresmena ze stanu Illinois. W latach 1893–1897 był wiceprezydentem USA w gabinecie prezydenta Grovera Clevelanda. W wyborach w 1900 również ubiegał się o to stanowisko, ale wówczas wygrali kandydaci Partii Republikańskiej. Bez powodzenia ubiegał się też o stanowisko gubernatora Illinois.
Jego syn, Lewis Stevenson, był sekretarzem stanu Illinois, zaś wnuk – Adlai Stevenson – gubernatorem tego stanu, ambasadorem USA w ONZ i kandydatem na prezydenta w latach 1952 i 1956 (bez powodzenia). Prawnuk, Adlai Stevenson III, był senatorem.